# Seleção Chilena de Futebol de Areia
A Seleção Chilena de Futebol de Areia representa o Chile nas competições internacionais de futebol de areia (ou beach soccer).

## Títulos
| Continentais | Continentais | Continentais | Continentais |
|              | Competição   | Vezes        | Anos         |
| ------------ | ------------ | ------------ | ------------ |
|              | Copa Latina  | 1            | 2010         |